# Everardo V de Wurtemberg
Everardo V de Wurtemberg (Urach, 11 de diciembre de 1445-Tubinga, 24 de febrero de 1496), también llamado Eberhard im Bart el «Barbudo» o «el Viejo», para distinguirlo de su primo Everardo VI de Wurtemberg el «Joven» (1447-1504). Everardo V fue conde (1457-1495), luego duque de Wurtemberg (1495-1496) e igualmente conde de Montbéliard de 1457 a 1473, luego de 1482 a 1496.

## Vida

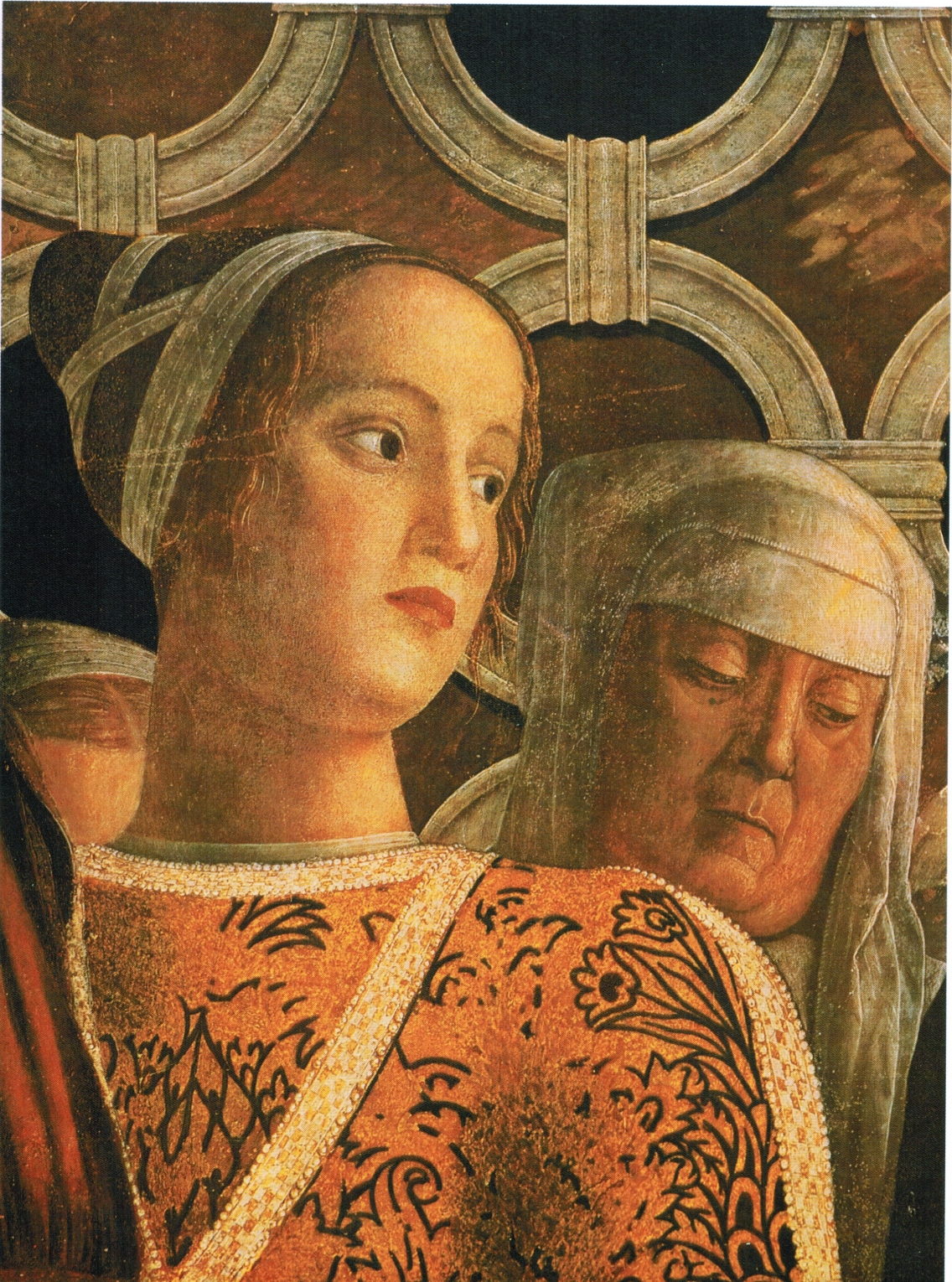
Bárbara Gonzaga.

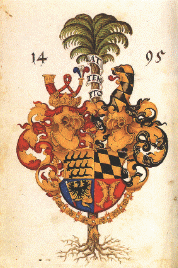
Escudo de armas adoptado por Everardo I en 1495 con motivo de la elevación de Wurtemberg a la categoría de ducado.

Nacido en Urach, era el hijo del conde Luis I y su esposa Matilde del Palatinado, nacida como condesa palatina del Rin. Fue enterrado primero en la iglesia colegial de San Pedro auf dem Einsiedel, más tarde en la iglesia colegial de Tubinga.
El conde Everardo V asumió oficialmente el gobierno de Wurtemberg-Urach cuando aún era menor de edad. Wurtemberg estaba dividido desde 1442. Al principio tuvo un tutor legal, un respetado noble que había sido mentor de su padre de joven, Rudolph von Ehingen de Kilchberg.
Se creó para Everardo un manual de esgrima en 1467 por Hans Talhoffer. El manuscrito, Cod.icon. 394 a, se conserva actualmente en la Biblioteca Estatal de Baviera.
Al año siguiente, en 1468, viajó a Jerusalén y se convirtió en caballero de la Orden del Santo Sepulcro. Para conmemorar esto eligió como símbolo la palma. 
En Urach se casó el 12 de abril de 1474 con una novia de prestigio, Bárbara, hija de Luis III Gonzaga, marqués de Mantua. La única hija de este matrimonio, Bárbara, nació en Urach el 2 de agosto de 1475 y murió el 15 de octubre del mismo año.
En 1477 Everardo, cuyo lema era attempto ("Me atrevo"), fundó la Universidad de Tubinga. Ordenó la expulsión de todos los judíos que vivían en Wurtemberg. Invitó a la Hermanos de la Vida Común y la comunidad de devotio moderna a su país y fundó iglesias colegiatas en Urach, Dettingen an der Erms, Herrenberg, Einsiedel cerca de Tubinga y Tachenhausen.
Se interesó por las reformas de la iglesia y los monasterios. A pesar de no ser capaz de hablar en latín, tuvo la educación en alta estima e hizo que se tradujeran numerosos textos latinos al alemán. Se conservan partes de su enorme biblioteca.
Finalmente, el 14 de diciembre de 1482 logró la reunificación de las dos partes de Wurtemberg, Wurtemberg-Urach y Wurtemberg-Stuttgart, con el tratado de Münsingen. Trasladó la capital a Stuttgart y gobernó el país reunificado. Ese mismo año, el papa Sixto IV le concedió la Rosa de Oro. En 1492 recibió la Orden del Toisón de Oro de manos de Maximiliano I, por entonces Rey de Alemania.
El 21 de julio de 1495, el conde Everardo V fue declarado duque de Wurtemberg en la Dieta de Worms por Maximiliano I. En aquel tiempo, su nuevo título (en alemán, "Herzog") ponía de manifiesto una gran medida de soberanía dentro del Sacro Imperio Romano Germánico, justo por debajo del de "Elector".
Johannes Nauclerus, humanista e historiador, sirvió en su corte. Everardo murió en Tubinga en 1496.

## Legado

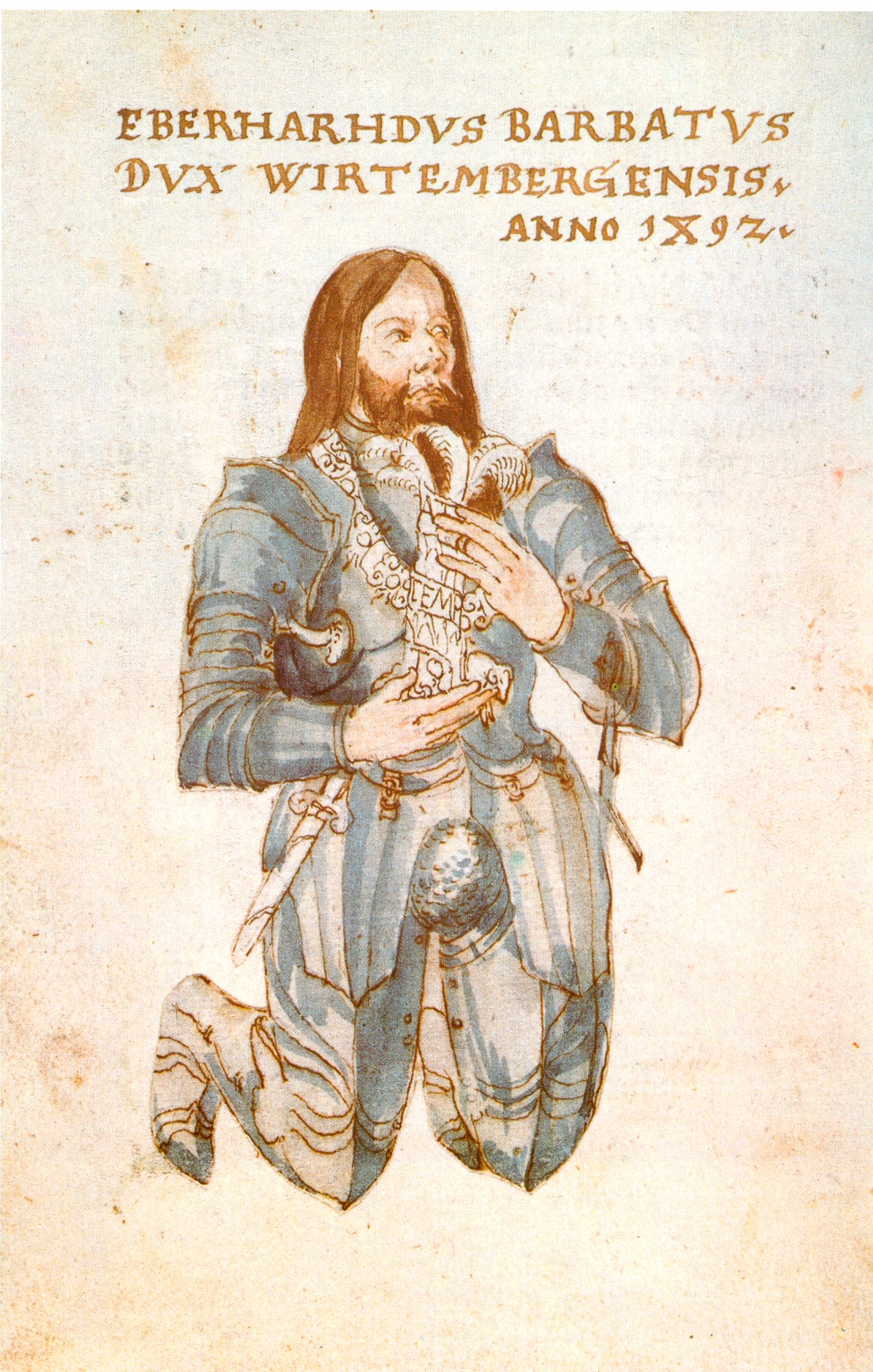
Everardo el Barbudo, 1492.

Ya sus contemporáneos admiraron su potencia intelectual. En los siglos XIX y XX, la historiografía patriótica lo transfiguró. Un busto suyo fue erigido en el Walhalla.
En el himno de Suabia "Preisend mit viel schönen Reden" por Justinus Kerner, es alabado como: "Everardo el que llevaba barba, amado gobernante de Wurtemberg." En la así llamada canción de los wurtembergianos, es alabado como el príncipe más rico entre los príncipes alemanes, capaz de descansar su cabeza en el seno de cada uno de sus súbditos sin temer por su vida ni su propiedad.